# 3671-es busz
A 3671-es jelzésű autóbusz egy regionális autóbuszjárat Gyöngyös és Jászberény között, melyet a Volánbusz Zrt. lát el.

## Közlekedése
Tanítási időszakban munkanapokon hét járatpár, tanszünetben munkanapokon Jászberény felé négy járat, Gyöngyös felé hat járat szállítja az utasokat. Szabad- és munkaszüneti napokon egy Jászberény - Gyöngyös járat közlekedik.
Gyöngyös és Jászárokszállás között munkanapokon egy járatpár, iskolai előadási napokon kettő járat szállítja az utasokat.
A járat útvonalának hossza Gyöngyös és Jászberény között 38,2 km, Gyöngyös és Jászárokszállás között 19,9 km. Menetideje Gyöngyös és Jászberény között 50 perc, Gyöngyös és Jászárokszállás között 28 perc.

## Megállóhelyei
| 0  | Gyöngyös, autóbusz-állomás végállomás   | 14 | 1A 1040, 1044, 1045, 1046, 1049, 1050, 1054, 1066, 1068, 1069, 1301, 1305, 1308, 1348, 1427, 1469, 1515 3445, 3448, 3457, 3471, 3492, 3604, 3612, 3650, 3651, 3652, 3655, 3656, 3660, 3661, 3662, 3663, 3664, 3665, 3666, 3670, 3673, 3675, 3676, 3677, 3678, 3679, 3680, 3681, 3685, 3688, 3691, 3693, 3694, 3696, 3697, 3698, 3699, 4602, 4653 |
| 1  | Gyöngyös, toronyház                     | 13 | 1040, 1044, 1045, 1046, 1049, 1050, 1054, 1066, 1068, 1069, 1348, 1427, 1469, 1515 3448, 3604, 3612, 3650, 3652, 3670, 3675, 3676, 3679, 3697, 4602, 4653 |
| 2  | Gyöngyöshalász, bejárati út             | 12 | 1348, 1469, 1515 3612, 3670, 3673, 3697, 4602, 4653 |
| 3  | Atkár, autóbusz-váróterem               | 11 | 1063, 1348, 1469, 1515 3612, 3670, 3673, 3697, 4602, 4653 |
| 4  | Vámosgyörk, szociális otthon            | 10 | 1063, 1348, 1469 3670, 3673, 3697, 4602, 4653 |
| 5  | Vámosgyörk, vasútállomás                | 9  | 1063, 1348, 1469, 1515 3670, 3673, 3697, 4602, 4653 S80, személyvonat, Ezüstpart expresszvonat, Agria InterRégió, Mátra InterRégió |
| 6  | Jászárokszállás, malom                  | 8  | 1063, 1348, 1469 3670, 4602, 4653 |
| 7  | Jászárokszállás, városháza végállomás   | 7  | 1063, 1348, 1469, 1515 3667, 3670, 3688, 4602, 4650, 4653, 4658 |
| 8  | Jászárokszállás, Jászágói út            | 6  | 1469 4602, 4650, 4653, 4658 |
| 9  | Jászárokszállás, Ipari park             | 5  | 1348, 1469 3667, 4602, 4650, 4653, 4658 |
| 10 | Négyszállás                             | 4  | 1469 4602, 4650 |
| 11 | Jászberény, transzformátor telep        | 3  | 1469 4602, 4650 |
| 12 | Jászberény, Gyöngyösi út                | 2  | 1 1467, 1469 3667, 4602, 4650, 4651, 4681, 4685, 4686 |
| 13 | Jászberény, Túzok utca                  | 1  | 1 1077, 1078, 1348, 1467, 1469 3667, 4602, 4650, 4651, 4681, 4685, 4686 |
| 14 | Jászberény, autóbusz-állomás végállomás | 0  | 1, 2A 1070, 1075, 1076, 1077, 1078, 1348, 1362, 1376, 1443, 1466, 1467, 1469, 1515 498, 499, 503, 523, 3424, 3443, 3667, 3669, 4601, 4602, 4650, 4651, 4653, 4654, 4655, 4659, 4660, 4662, 4663, 4681, 4685, 4686 |